# Pale Waves
I Pale Waves sono un gruppo musicale rock britannico formatosi nel 2014 e legato all'etichetta Dirty Hit dal 2017, nonché a Interscope Records dal 2018. Nella loro carriera hanno pubblicato tre album, riuscendo ad entrare nella top 10 della classifica album britannica.

## Storia del gruppo
Il gruppo, chiamato inizialmente Creek, si è formato nel 2014 per poi cambiare parzialmente formazione e nome d'arte già nel 2015, anno in cui ha iniziato a registrare le prime demo. Le demo registrate hanno permesso al gruppo di attirare l'attenzione della Dirty Hit, che ha messo la band sotto contratto nel 2017. There's a Honey, il singolo di debutto del gruppo sotto una label, è stato pubblicato il 21 aprile 2017, per poi ottenere il ruolo di opener in un tour dei The 1975. Successivamente è stato pubblicato il secondo singolo Television Romance, il cui video è stato diretto dal cantante del The 1975 Matty Healy. Negli ultimi mesi del 2017 tengono il loro primo tour da headliner in USA. Nello stesso periodo pubblicano altri singoli. Nel febbraio 2018 pubblicano il loro EP di debutto All the Things I Never Said.
Sempre nei primi mesi del 2018 annunciano di essere al lavoro sul loro album di debutto e vincono il premio "NME Under the Radar" agli NME Awards 2018. Successivamente firmano un contratto con Interscope Records per la distribuzione della loro musica in USA. Nei mesi successivi continuano a pubblicare singoli, per poi pubblicare il loro album di debutto My Mind Makes Noises il 14 settembre 2018. L'album raggiunge l'ottava posizione nella classifica britannica. Nel corso del 2019 si esibiscono in molti eventi e programmi televisivi trasmessi dalla BBC, tra cui Radio 1's Big Weekend, Live Lounge e Glastonbury Festival. Nel novembre 2020 annunciano di essere al lavoro sul loro secondo album e pubblicano il lead single Change.
Nel gennaio 2020 pubblicato il brano SkinDeepSkyHighHeartWide con Lawrence Rothman per la colonna sonora di The Turning - La casa del male. Nel marzo 2020, mentre si recano presso un concerto di Halsey che avrebbero dovuto aprire, i quattro vengono coinvolti in un incidente stradale in cui subiscono ferite relativamente lievi e il loro veicolo prende fuoco. Nel corso dell'anno continuano a lavorare sul loro secondo album, portando avanti i lavori al progetto nonostante le restrizioni dovute alla pandemia di COVID-19. L'album Who Am I?, che alcuni dei componenti del gruppo definiscono "un progetto che vuole dare voce alla comunità LGBT", viene pubblicato il 12 febbraio 2021.
Compaiono nel singolo PMA degli All Time Low, pubblicato il 30 luglio 2021.
Nel 2022 escono i singoli Lies, Reasons to Live, Jealousy e The Hard Way. Il 12 agosto esce l'album Unwanted.
Nel 2024 escono i singoli Perfume e Glasgow.

## Formazione

### Formazione attuale
- Heather Baron-Gracie – voce, chitarra ritmica (dal 2014)
- Ciara Doran – batteria (dal 2014)
- Hugo Silvani – chitarra, tastiera (dal 2015)
- Charlie Wood – basso, tastiera (dal 2015)

### Ex componenti
- Ben Bateman – chitarra (2014–2015)
- Ryan Marsden – basso (2014–2015)

## Discografia

### Album in studio
- 2018 – My Mind Makes Noises
- 2021 – Who Am I?
- 2022 – Unwanted
- 2024 – Smitten

### EP

#### Studio
- 2018 – All the Things I Ever Said

#### Live
- 2019 – Deezer Session

### Singoli
- 2017 – There’s a Honey
- 2017 – Television Romance
- 2017 – New Year’s Eve
- 2017 – My Obesession
- 2018 – The Tide
- 2018 – Kiss
- 2018 – Noises
- 2018 – Eighteen
- 2018 – Black
- 2018 – One More Time
- 2020 – Change
- 2020 – She’s My Religion
- 2022 – Lies
- 2022 – Reasons to Live
- 2022 – Jealousy

Singoli come artista ospite
- 2021 – PMA (con gli All Time Low)
- 2023 – Unlovable (con i Beach Weather)